# Gorkhapatra
Gorkhapatra este cel mai vechi cotidian național din Nepal. Este condus de Gorkhapatra Sansthan. A fost lansat ca săptămânal în mai 1901 și a devenit un cotidian în 1961.